# 鏡野町

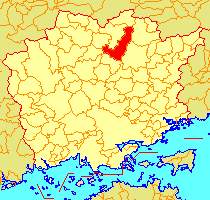
旧・鏡野町

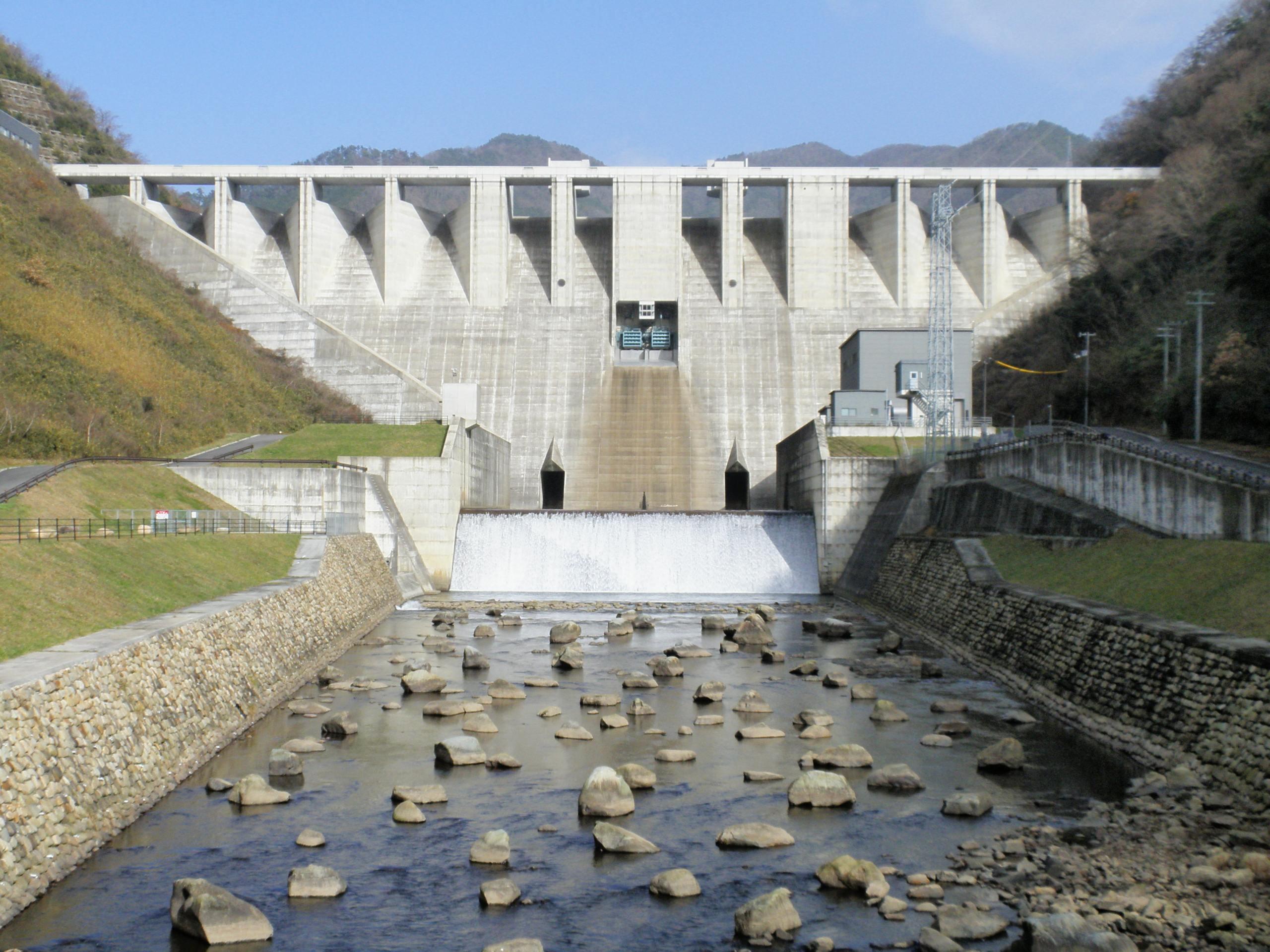
苫田ダム

鏡野町（かがみのちょう）は、岡山県の北中部に位置し鳥取県と境を接する町。苫田郡に属す。

## 地理
南部は津山盆地の西端に位置し、中部から北部にかけては1000m以上の山岳があり中国山地の一角をなす。町の中部を吉井川が北から南に流れる。旧奥津町、旧上齋原村、旧富村は豪雪地帯となっている。
- 山: 花知ヶ仙 (1248m)、泉山 (1209m)、角ヶ仙 (1153m)
- 河川: 吉井川、恩原川、香々美川（吉井川支流）
- 湖沼: 奥津湖、恩原湖
- ダム: 苫田ダム、恩原ダム、香々美ダム

## 歴史

### 年表
- 1952年11月10日 芳野村・大野村・小田村・中谷村・香々美南村・香々美北村の6村が合併し（旧）鏡野町が発足。
- 1955年1月1日 郷村を編入。
- 2005年3月1日 奥津町・富村・上齋原村・（旧）鏡野町の2町2村が新設合併し新・鏡野町が発足。

### 町村合併
2005年（平成17年）3月1日の町村合併時に旧町村役場に地域振興センターを設置した。
地名は基本的に合併前と変わらない。（旧上齋原村は例外。）
- 岡山県苫田郡鏡野町○○ → 岡山県苫田郡鏡野町○○
- 岡山県苫田郡奥津町○○ → 岡山県苫田郡鏡野町○○
- 岡山県苫田郡上齋原村 → 岡山県苫田郡鏡野町上齋原
- 岡山県苫田郡富村○○ → 岡山県苫田郡鏡野町○○

## 行政
- 町長：山崎親男（2005年4月11日就任 4期目）

- 役場：

鏡野町役場 苫田郡鏡野町竹田660番地
奥津振興センター 苫田郡鏡野町井坂495番地
上齋原振興センター 苫田郡鏡野町上齋原514番地1
富振興センター 苫田郡鏡野町富西谷125-1

## 経済

### 産業
- 主な産業：林業、農業
- 企業：山田養蜂場

## 姉妹都市・提携都市

### 国内
- 鏡石町（福島県）
- 香南市（高知県）
- 大洗町（茨城県）
- 三朝町（鳥取県）[2]

### 海外
- イヴェルドン・レ・バン市（スイス連邦 ヴォー州）
  - 1996年10月7日 友好憲章締結[3]

## 地域

### 人口
| |                                        |  |
| 鏡野町と全国の年齢別人口分布（2005年） | 鏡野町の年齢・男女別人口分布（2005年） |  |
| ■紫色 ― 鏡野町 ■緑色 ― 日本全国 | ■青色 ― 男性 ■赤色 ― 女性              |  |
| 鏡野町（に相当する地域）の人口の推移 \| 1970年（昭和45年） \| 18,280人 \| \| \| 1975年（昭和50年） \| 17,377人 \| \| \| 1980年（昭和55年） \| 17,493人 \| \| \| 1985年（昭和60年） \| 17,457人 \| \| \| 1990年（平成2年） \| 16,500人 \| \| \| 1995年（平成7年） \| 15,731人 \| \| \| 2000年（平成12年） \| 15,091人 \| \| \| 2005年（平成17年） \| 14,059人 \| \| \| 2010年（平成22年） \| 13,580人 \| \| \| 2015年（平成27年） \| 12,847人 \| \| \| 2020年（令和2年） \| 12,062人 \| \| |                                        |  |
| 総務省統計局 国勢調査より |                                        |  |
| 1970年（昭和45年） | 18,280人                               |  |
| 1975年（昭和50年） | 17,377人                               |  |
| 1980年（昭和55年） | 17,493人                               |  |
| 1985年（昭和60年） | 17,457人                               |  |
| 1990年（平成2年） | 16,500人                               |  |
| 1995年（平成7年） | 15,731人                               |  |
| 2000年（平成12年） | 15,091人                               |  |
| 2005年（平成17年） | 14,059人                               |  |
| 2010年（平成22年） | 13,580人                               |  |
| 2015年（平成27年） | 12,847人                               |  |
| 2020年（令和2年） | 12,062人                               |  |

### 教育

#### 小学校
- 鏡野町立大野小学校
- 鏡野町立香々美小学校
- 鏡野町立鶴喜小学校
- 鏡野町立南小学校
- 鏡野町立奥津小学校

#### 中学校
- 鏡野町立鏡野中学校 - 旧鏡野中・上齋原中・奥津中・富中を統合し 2016年4月より開校。

## 交通

### 鉄道
- 町内には鉄道は通っていない。
  - 最寄りの駅はJR西日本姫新線・院庄駅（津山市）。町への路線バスは院庄駅および津山駅から運行している。

### 路線バス
- 中鉄北部バス - 津山市との間を結ぶ奥津温泉・石越線の1路線と、町内コミュニティバス1路線を運行する。
  - 奥津温泉・石越線：津山駅 - 院庄駅前 - 寺元 - 小座 - 奥津温泉 - 石越
  - コミュニティバス：マルナカ院庄店 - プラント5 - 奥津温泉 - 上斎原振興センター
- 津山・富線共同バス「おおぞらバス」 - 津山市と鏡野町中心部、真庭市余野地区、鏡野町旧富村域中心部を結ぶ。
  - 津山駅 - ウエストランド前 - 河本 - 小座 - 中谷 - 余野上 - 富振興センター
- ごんごバス - 津山市コミュニティバス。西循環線の一部が町域を通っており、津山駅発着の便とマルナカ院庄店発着の便がある。プラント5でコミュニティバスと接続する。
- かがみの町営バス - 旧鏡野町域で4路線を運行。
- 上齋原トロリンバス - 旧上齋原村域で運行。
- 地域によっては日本交通の山陰特急バスが通っており、鳥取県中部方面や阪神方面と結んでいる。

### 道路
- 高速道路

町内を通る高速道路はない。
最寄りのインターチェンジ：中国自動車道・院庄IC
- 国道
  - 国道179号
  - 国道482号
- 県道
  - 岡山県道75号加茂奥津線
  - 岡山県道82号鏡野久世線
  - 岡山県道337号山城宮尾線
  - 岡山県道338号市場津山線
  - 岡山県道339号西一宮中北上線
  - 岡山県道340号河本久米線
  - 岡山県道392号百谷寺元線
- 道の駅
  - 奥津温泉

## 通信

### 電話番号
市外局番は、富地区が0867（40〜69）、その他が0868（20〜69）となっている。
- 0868（20〜69）エリア（津山MA）
  - 津山市・鏡野町（富地区を除く）・勝央町・奈義町・美咲町（旭地区全域と柵原地区の一部（王子・高下・飯岡）を除く）
- 0867（40〜69）エリア（久世MA）
  - 真庭市（北房地区を除く）・新庄村・鏡野町（富地区）

### 郵便番号
郵便番号は、以下の通りとなっている。
- 鏡野郵便局：708-03xx
- 奥津郵便局：708-04xx、708-05xx、708-06xx、708-07xx[4]

## メディア

### 地域情報誌
- 株式会社AFWアットタウン(JOBアットタウン･アットタウン)
  - 所在は津山市だが真庭市の地域情報もカバーしている

### 放送
ケーブルテレビ
- テレビ津山（旧鏡野町）
- 鏡野町有線テレビ（鏡野町全域）

## 名所・旧跡・観光スポット・祭事・催事

### 名所・旧跡・観光スポット
- 越畑ふるさと村
- 越畑たたら跡
- 中林の滝
- 寺谷の滝
- 男女山公園、なかよし風車
- ペスタロッチ館
- 奥津温泉
- 奥津渓（国の名勝）
- 恩原高原
- 恩原遺跡群（県指定史跡）
- 人形峠アトムサイエンス館
- 岩井滝（日本名水百選）
- のとろ原キャンプ場、のとろ温泉
- 妖精の森ガラス美術館
- 旧森江家住宅（国の重要文化財）
- 山田養蜂場 みつばち農園[5]

### 祭事・催事
- お田植祭（毎年5月5日）[6]
- ペスタロッチ祭（毎年8月初旬）
- 越畑ふるさと村まつり（毎年11月）
- 恩原高原氷紋まつり（毎年1月下旬～2月上旬の1日）[7]
- 上齋原神社奉納　おんな相撲大会[8]

## 出身有名人
- 片岡鉄兵（小説家）